# MSD Super Disk

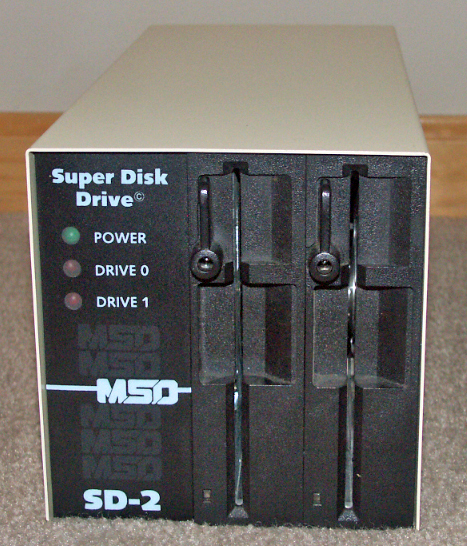
Il modello MSD SD-2 con doppio lettore di floppy disk

I MSD Super Disk sono una serie di drive per floppy disk da 5¼ prodotti dalla Micro Systems Development per l'uso con gli home computer a 8-bit prodotti dalla Commodore. Ne sono state prodotte due differenti versioni: il drive singolo SD-1 e il drive doppio SD-2.

## Introduzione
I floppy drive MSD Super Disk sono stati i primi dispositivi, prodotti da terze parti, progettati per essere compatibili con il Commodore 64 ma ben presto altri produttori seguirono l'esempio.
I floppy drive della MSD erano dotati di due interfacce per il collegamento al computer: una interfaccia per la porta parallela con standard IEEE-488 e un'interfaccia seriale proprietaria Commodore.
In questo modo era possibile collegare ogni sistema Commodore a 8-bit, dal Commodore PET ai C64 e C128. Tutto questo senza la necessità di usare alcun convertitore o dispositivo add-on.

## Specifiche tecniche
I floppy drive della MSD erano più cari rispetto ai corrispettivi prodotti dalla Commodore. Tuttavia essi offrivano alcune caratteristiche aggiuntive che ne giustificavano un prezzo maggiore. Innanzitutto erano dispositivi robusti progettati per un funzionamento continuativo ed intensivo. 
Anche se la velocità di lettura e di scrittura dei dati era la stessa del Commodore 1541 (era infatti utilizzato lo stesso firmware e la stessa interfaccia seriale), un disco poteva essere formattato in soli 18 secondi contro il minuto e 22 secondi impiegato dal 1541.
Il modello MSD SD-2 incorporava poi il comando Duplicate del Commodore DOS (già usato nel Commodore 4040 il floppy drive doppio per il Commodore PET) che permetteva la copia di un intero disco in meno di due minuti. 
Lo stesso comando poteva anche essere usato per copiare i file tra un drive e l'altro sull MSD SD-2. Caratteristica non disponibile con due Commodore 1541 single drive.
Per contro i MSD Super Disk drive avevano difficoltà nel caricare molti dei software dotati di protezione contro la copia. 
Tale inconveniente era causato dalla sostanziale differenza insita nel codice del DOS e nella mappatura della memoria.